# Мишон
Мишо́н (вьет. Mỹ Sơn, тьы-ном 美山) — комплекс индуистских храмов, возведённый на территории нынешней вьетнамской провинции Куангнам в X столетии по велению правителей Тямской империи. Мишон был крупным религиозным центром, на небольшой территории там находилась необычайно высокая концентрация культовых строений, богато украшенных различными скульптурами, рельефами, надписями и другими архитектурными элементами.
Как и другие тямские храмовые комплексы, мишонские здания построены из обожжённого кирпича по особой технологии. Вместо раствора в кладке в качестве скрепляющего вещества использовался сок местного дерева.
Многие мишонские здания были разрушены эрозией. По состоянию на 1928 год исследователи насчитывали там 68 зданий, из которых 25 были не в руинированном состоянии; всего известно около 78 зданий, из которых 50 подробно описаны. Большинство зданий было разрушено в 1969 году в результате ковровой бомбардировки ВВС США; продолжают стоять лишь около 20. С 1999 года Мишон входит в Список всемирного культурного наследия ЮНЕСКО.

## Историческая справка
Тямпа — ныне исчезнувшая прибрежная цивилизация, на пике могущества занимавшая земли от Куангбиня на севере до Фантхьета на юге. Тямы приплыли в Индокитай с юга, их язык близок малайскому. История Тямпы дошла до нас из тямских и санскритских надписей, вьетнамских и китайских хроник, а также благодаря архитектурным памятникам. Надпись на тямском языке, обнаруженная близ Мишона, является старейшей юго-восточноазиатской надписью на разговорном языке. До XVII века Тямпа не испытывала индийского влияния, однако позже оно стало огромно. Тямские города оперировали независимо и называли каждый себя Тямпой, не составляя единой империи, однако находились в постоянном сообщении друг с другом.
Тямы воевали с кхмерами начиная с VII века, с китайской империей начиная с VIII, с вьетами начиная с X века после обретения последними независимости. Первый сохранившийся артефакт Мишона датируется VI веком — это стела с указанием на посвящение храма Шиве; однако первые строения там появились раньше, они были деревянными и до нас не дошли. Мишон был важным местом, где тямы описывали свои военные победы, вплоть до 1263 года. В 1402 году Мишон перешёл в руки вьетнамцев.
С XV века Вьетнам начал свой «поход на юг», и Тямпа постепенно прекратила существование, хотя последние островки тямских населённых пунктов существовали до начала XIX века. Тямы смешались с пришлым вьетнамским населением, частично воспринявшим его традиции.

## Расположение

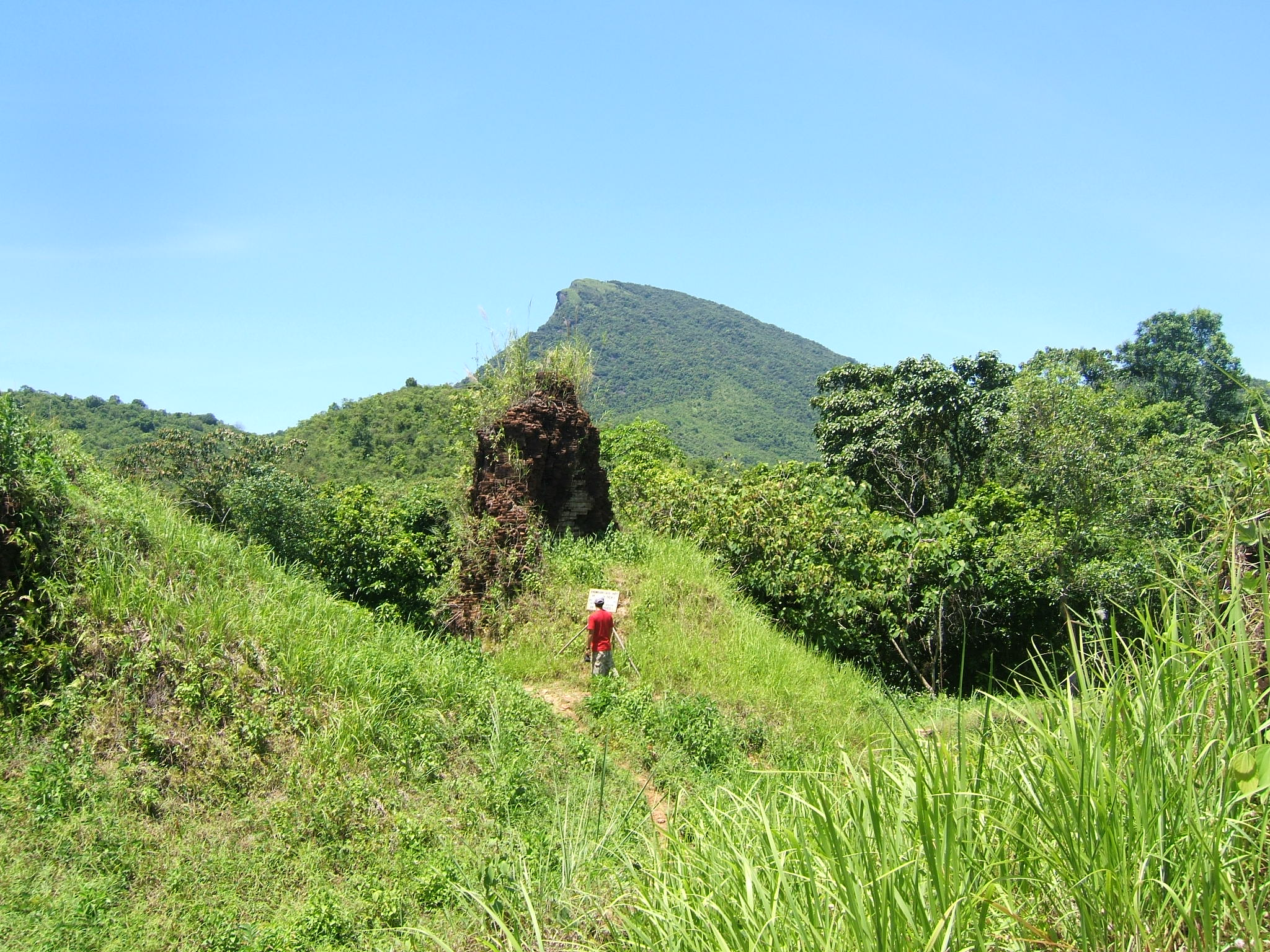
Руины храма F5 на фоне горы Рангмео

Мишон построен на куангнамской равнине, на плоской поверхности радиусом около 2 км на высоте примерно 200—300 м над уровнем моря, где когда-то находилось дно высохшего озера. Равнину пересекает ручей Кхетхе (Khe Thẻ), спускающийся с горы Рангмео (núi Răng Mèo) в небольшой каньон, образованный горными цепями Ванти (Vân Chi) и Дазыонг (Đá Dương). Раньше Кхетхе огибал группу A с востока, сейчас он отделяет её от групп B и D. Высохший ныне ручей ранее протекал с запада от групп B и C, впадая в Кхетхе. Весенние паводки часто затопляют каньон и разрушают тямские строения. Рядом с Мишоном когда-то располагались вьетнамские рисовые чеки, но позже их забросили.
Название «Мишон» — вьетнамское, означает «прекрасная гора»; исконное название неизвестно. В Тямпе Мишон находился на территории одной из автономных «пур», Амаравати. Нынешний Хойан служил Амаравати портом, города Индрапура и Симхапура были окружены защитными стенами и служили столицами пуры, а Мишон обслуживал её как храмовый комплекс. В VI веке Амаравати посетил китайский географ Ли Даоюань, в своих записях он отметил, что в меньшем из двух её городов находилось 2100 жилых домов.

## Описание групп

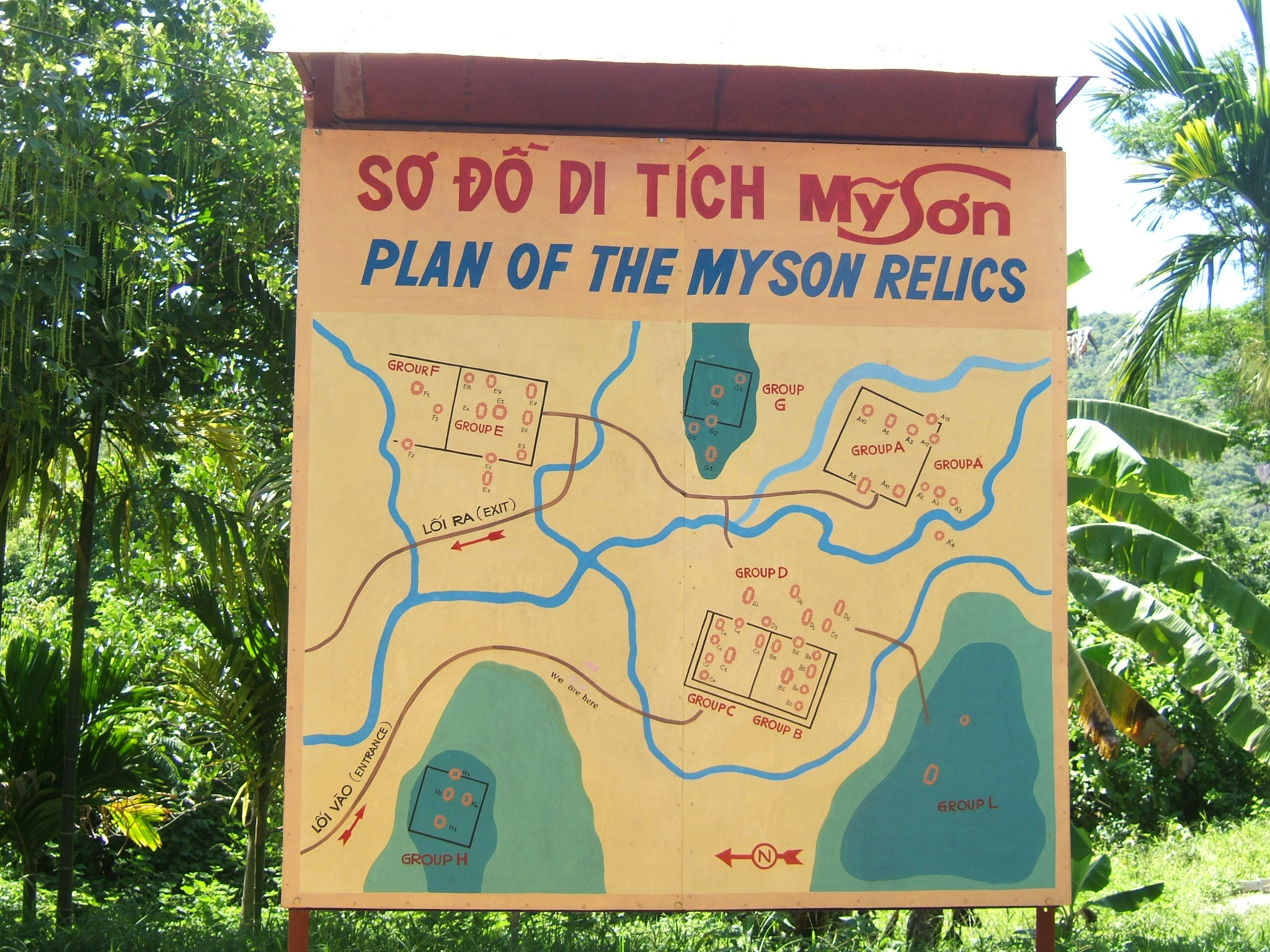
Карта мишонских строений

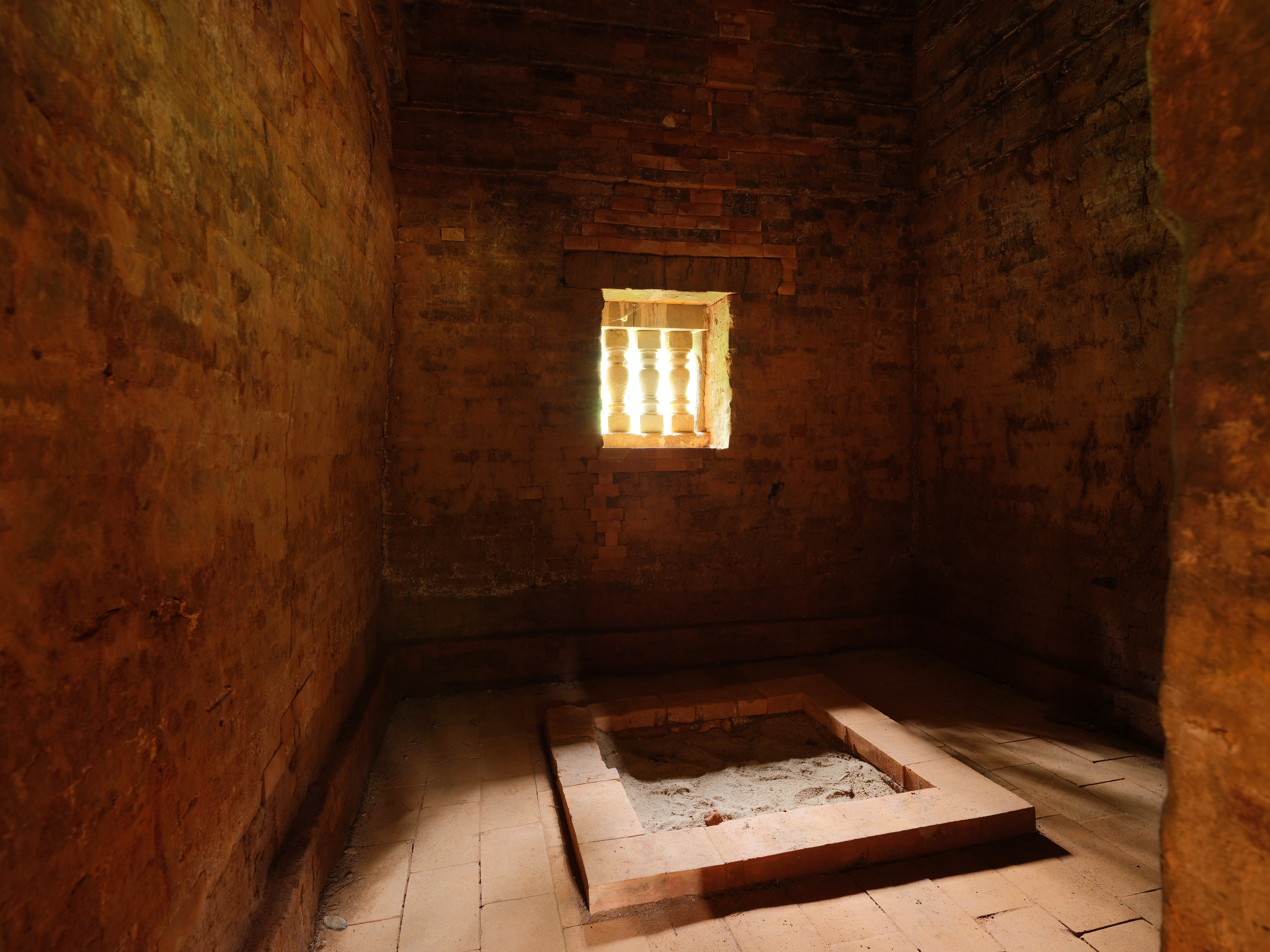
Интерьер одной из кошагрх

Строения Мишона разделены на несколько групп, обозначенных буквами латинского алфавита; так их поименовал Анри Пармантье. Большинство групп окружено квадратом кирпичных стен, называемых антармандалами (санскр. अन्तर्मण्डल, IAST: antarmaṇḍala), с гопурами-воротами, причём на линии, идущей от калана до гопуры, но за стеной, размещали мандапу, зал собраний и место для ритуальных танцев. Также в каждой группе возводили кошагрху (санскр. कोशगृह, IAST: kośagṛha; хранилище обрядовых принадлежностей), эдикулу-пошу (санскр. पोश, IAST: pośa) и несколько мелких святилищ, посвящённых различным богам. Квадрат считался у тямов идеальной геометрической фигурой.
Группы Мишона:
- A — 13 зданий,
- A’ — 4,
- B — 14,
- C — 7,
- D — 6,
- E — 9,
- F — 3,
- G — 5,
- H — 4.

Ранние мишонские здания (A, A’, B, C, D, E, F) построены на равнине, в дальнейшем из-за недостатка места новые храмы строили на возвышениях.
В комплексе A калан A1 окружён шестью небольшими святилищами A2—A7, олицетворявшими восемь божеств; в храмовой группе B башни B7—B13 символизируют семь известных тямам небесных тел (Солнце, Луна, Меркурий, Венера, Марс, Юпитер, Сатурн).
В Мишоне расположено уникальное для тямских храмовых комплексов строение — башня B5, в которой в овальном бассейне хранилась священная вода для церемонии очищения, проводившейся в калане B1. Сам этот калан необычен не только для Мишона, но и для всей тямской архитектуры: он полностью выполнен из песчаника.
Группа E — одна из наиболее древних сохранившихся памятников тямской архитектуры. Калан E1 не содержит ложных порталов, как более новые строения, а его тонкие стены привели к тому, что крыша была обрушена ещё до обнаружения комплекса французами.
Полное исследование Мишона ещё не завершено, к примеру, геофизическое сканирование обнаружило, что под землёй в группе L находится кирпичное строение с фрагментами стены, не описанные Пармантье.

### Группа G

Группа G

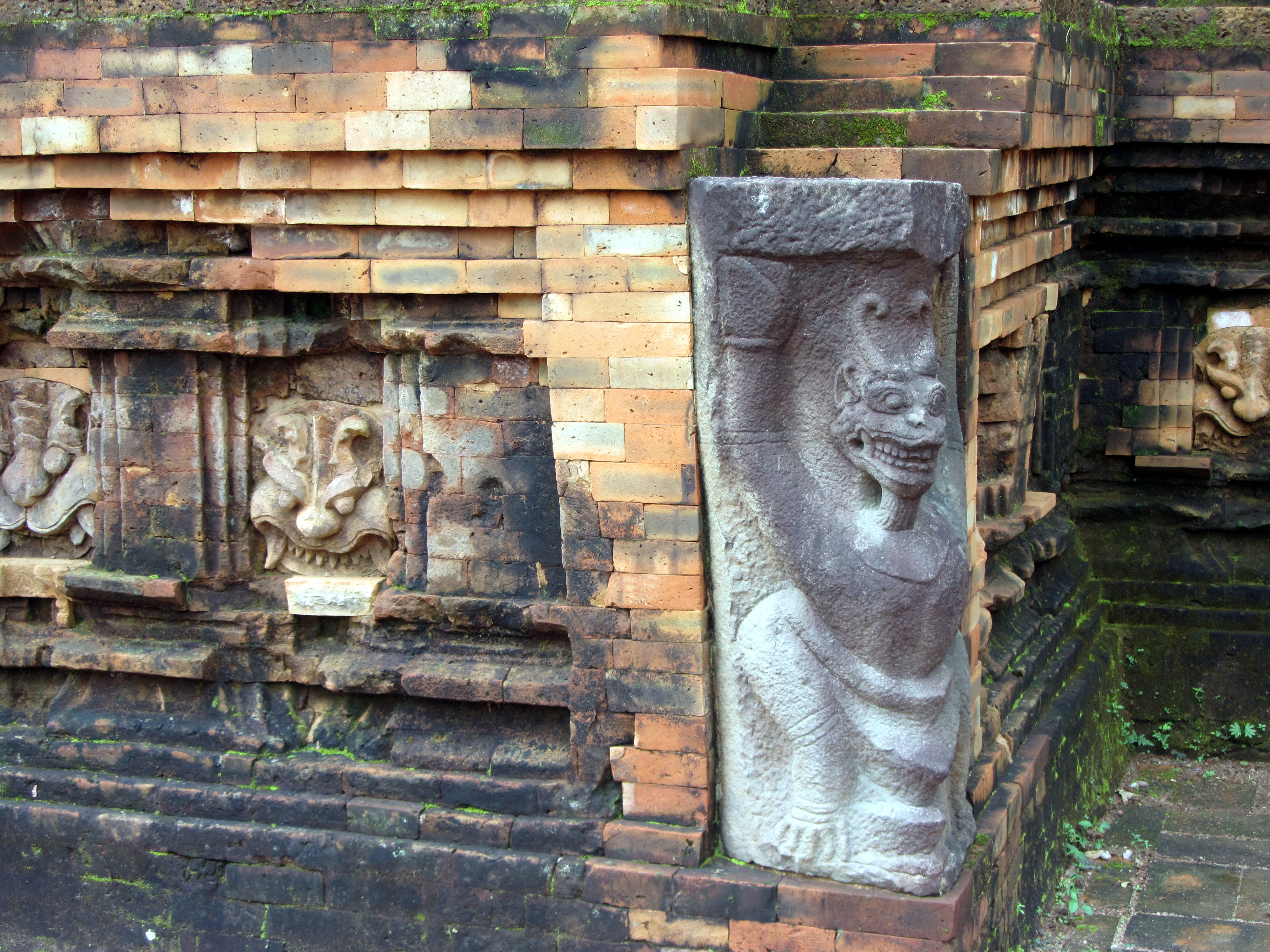
Руины калана G1

Сильно разрушенный комплекс G был выбран международной группой для реставрации в 1990-е годы: его никогда не подвергали серьёзной реконструкции, его украшения и материалы выделяются на фоне других групп, а также благодаря наличию там надписей, оставленных королём Джайей Хариварманом. Позже его реставрировали на протяжении 2003—2013 годов.
Группа состоит из пяти строений, датируемых второй половиной VII века, возведённых по приказу Джайи Харивармана. Здания расположены по оси запад-восток.
Состав группы:
- G1: калан, святилище,
- G2: гопура, ворота,
- G3: мандапа, зал собраний,
- G4: кошагрха, хранилище,
- G5: поша, эдикула.

Во время раскопок на территории группы G найдены две стелы с надписями: одну изъял из поши (G5) и установил рядом с ней Анри Пармантье, другую Камиль Пари нашёл перед каланом (G1); она находится в Музее вьетнамской истории в Ханое.
Хариварман отдал приказ о строительстве новых храмов после десяти лет войн: тямские армии Харивармана и его родственника Вангшараджи (санскр. अअर्ज, IAST: Vaṅśarāja) сражались на нескольких фронтах против кхмеров, местных горцев и вьетнамцев. Храмы зачастую страдали во время военных действий, так что после завершения конфликтов правители обычно чинили старые культовые строения и закладывали новые. Хариварман отреставрировал мишонские храмы B1 и A1, заложил группу G и комплекс Понагар в Виджайе.
Все строения группы были заложены в одно время и выполнены из кирпича; дверные косяки и некоторые декоративные элементы сделаны из песчаника, также имеются небольшие латеритовые блоки. Здания полностью занимают невысокий холм, сложенный алевролитами и конгломератами; его высота — около 7 метров. Ступени, ведущие ко входу в группу, были расположены с западной стороны холма, однако сейчас они заросли деревьями. Мандапа и поша располагаются за стеной, окружающей все остальные строения. Ко входу всех зданий, кроме поши, ведёт лестница.
Фундаменты всех зданий заложены в неглубокие котлованы и по краям укреплены латеритовыми брусьями. Ближайший карьер, где тямы добывали латерит, находится в 80 км от Мишона, чем может объясняться относительно небольшое количество этого материала. Кирпичи, устилающие котлован, содержат украшения и по-видимому взяты из более ранних построек. Сами строения, скорее всего, стоят на месте более ранних деревянных святилищ; к этому выводу учёных подтолкнуло обнаружение кирпичей и керамических плиток, датированных IX—X веками.
Крыши большинства зданий представляют собой ложный свод; у остальных крыши были деревянными. Крыша калана, скорее всего, была трёхуровневой. Терракотовые украшения на калане в основном изображали слонольвов-гаджасингх (санскр. गजसिंह, IAST: gajasiṃha), гусей и голубей; на краях крыши располагались макары. На метопах находятся тямские надписи, по-видимому, имена жертвователей или мастеров, работавших над храмом; на трёх из них вырезан китайский иероглиф 陳, фамилия Чэнь или Чан. Сам храм выполнен в смешанном стиле и сочетает кхмерские, китайские или вьетнамские архитектурные особенности, а также скульптурный стиль некоторых народов, населявших Тямпу.

## История

### Искусство раннего периода

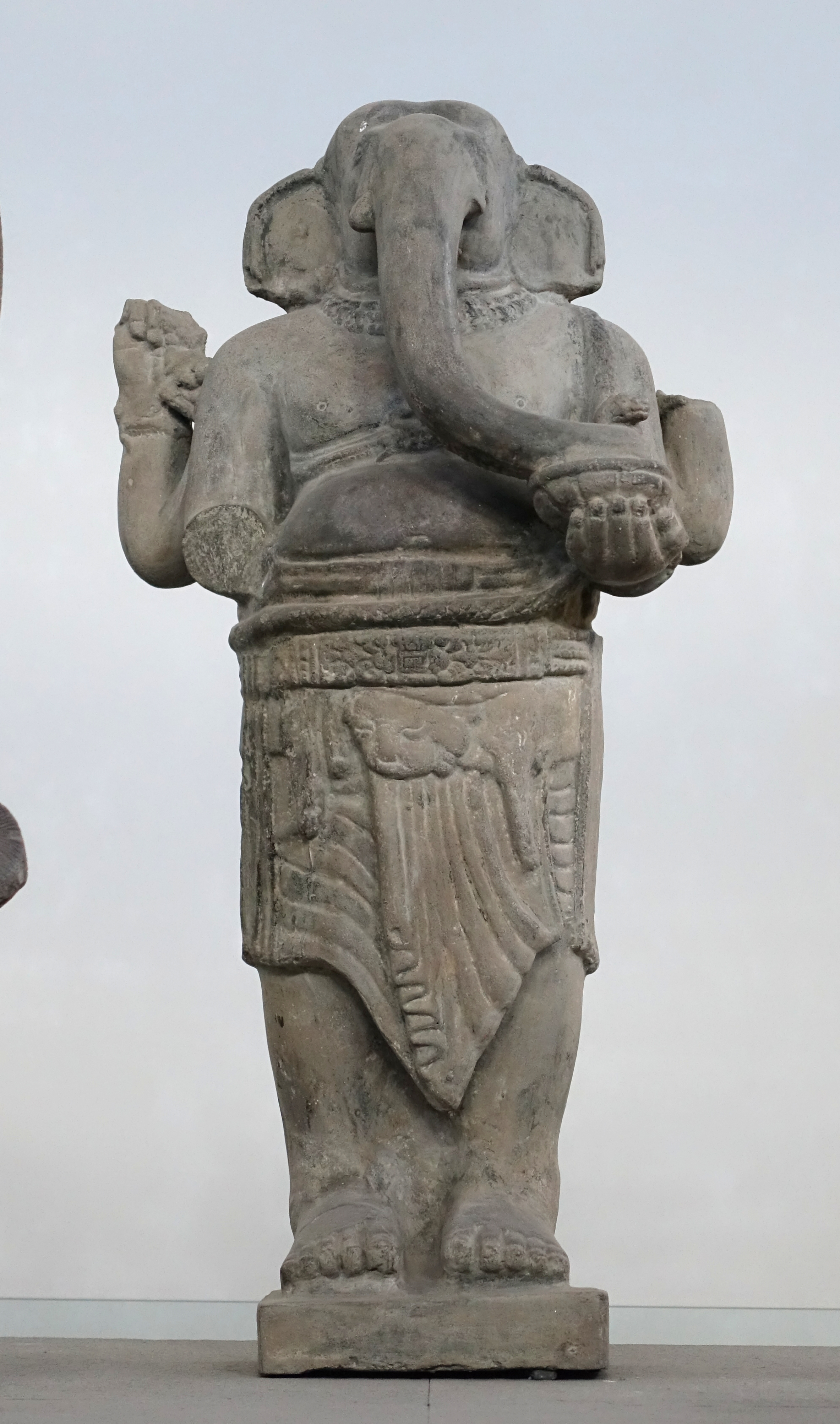
Ганеша из комплекса E5

Тямы начали создавать религиозные изображения очень рано, самые ранние известные предметы тямского искусства, скорее всего, уже были частью религиозных комплексов. Найденные в Мишоне надписи на санскрите VI столетия прославляют Шиву-Бхадрешвару и описывают ныне исчезнувшие храмы в Мишоне и в Симхапуре. Мишонский деревянный храм, в котором находилась эта надпись, был уничтожен пожаром между 479 и 577 годами, на его месте возвели новый. Одна из наиболее ранних сохранившихся тямских скульптур — статуя мужчины, сидящего на троне из пятиголовой наги, его отождествляют с якшей. Первый храм Мишона заложил король Бхадраварман I в конце IV или начале V века; он не сохранился. В VII веке тямы начали возводить строения из кирпича и строить первые храмы башенного типа, каланы.
На этом этапе тямы встречались с индийской культурой и индуизмом, в основном, благодаря странствующим гуру из Южной Индии, направлявшимся в Китай, либо приглашённым местными правителями. Южноиндийское влияние (а конкретно — прибрежных районов штата Андхра-Прадеш) на тямское искусство было наиболее сильно, несмотря на связи Тямпы с доангкорской Камбоджей и Дваравати. Влияние Индии отчётливо видно в позах и одеждах статуй, созданных до XVII века, впоследствии индийско-тямские связи ослабевают и основным источником влияния становится Дваравати — мишонские архитекторы, создававшие храмовый комплекс E1, явно обучались в этой стране.
Доангкорская кхмерская скульптура почти не оставила следов в искусстве Тямпы, а имеющиеся, такие как параллели между статуей Ганеши в храмовом комплексе E5 и кхмерскими статуями, скорее объясняются тем, что их создатели черпали вдохновение в одних и тех же индийских источниках. Один из немногочисленных примеров кхмерского влияния располагается в комплексе E4: рельеф, изображающий тришулу, скорее всего, связан с аналогичным трезубцем на стеле в Ват-Пху.

### Средневековое искусство

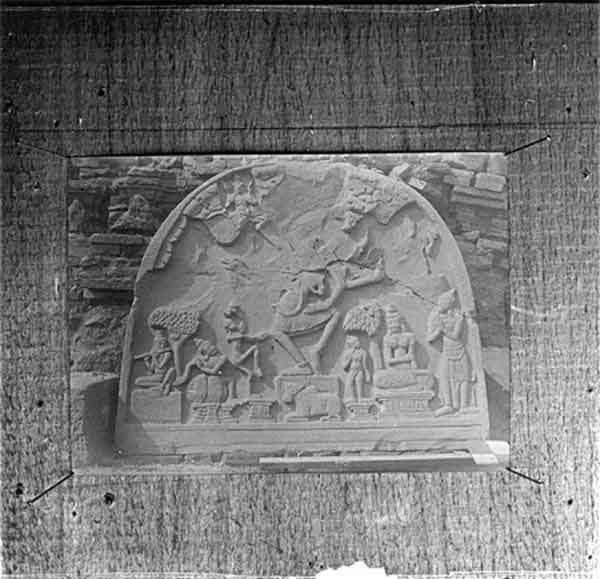
Тимпан с изображением Шивы из храма C1

Свежую струю в тямское искусство привнесло правление Индравармана II, принявшего буддизм махаяны. Он построил монастырский комплекс Донгзыонг в IX столетии, демонстрирующий китайское и яванское влияние. В это время в тямское искусство проникают яванские водяные монстры-макары, чьи многочисленные изображения встречаются по всему Мишону. Другой пример яванского влияния — изображения полубогов, небесных танцовщиц и музыкантов, во множестве созданные тямами. В Мишоне в IX веке по приказу генерала армии Сенапати Пара возведена мандапа, ставшая его религиозным подношением тямским богам.
Тямы достигли больших высот в возведении кирпичных строений, их кладка считается наиболее совершенной в Юго-Восточной Азии. Тямские храмы башенного типа, каланы, обычно смотрели входом на восток — эта сторона света ассоциировалась с восходом Солнца и богами — однако некоторые мишонские каланы смотрят на запад, а храм A1 имеет сразу два входа, один с восточной, а другой с западной стороны. Внутри каланов расположено небольшое святилище с йони и лингамом, либо статуей божества на алтаре; под ним в некоторых храмах имеется дренажная труба, отводящая воду, которой их поливают в ходе церемоний. Двери, ведущие в святилище, изготавливали из железного дерева, однако в Мишоне ни одной двери не сохранилось. В Мишоне сохранились песчаниковые дверные косяки, помещаемые у входа в переднюю храма. Над косяком помещали выполненный из того же материала овальный тимпан, изображающий божество, которому поклоняются в данном калане. Весь песчаник был окрашен красной краской, чтобы не выделяться на фоне кирпича.

### Запустение

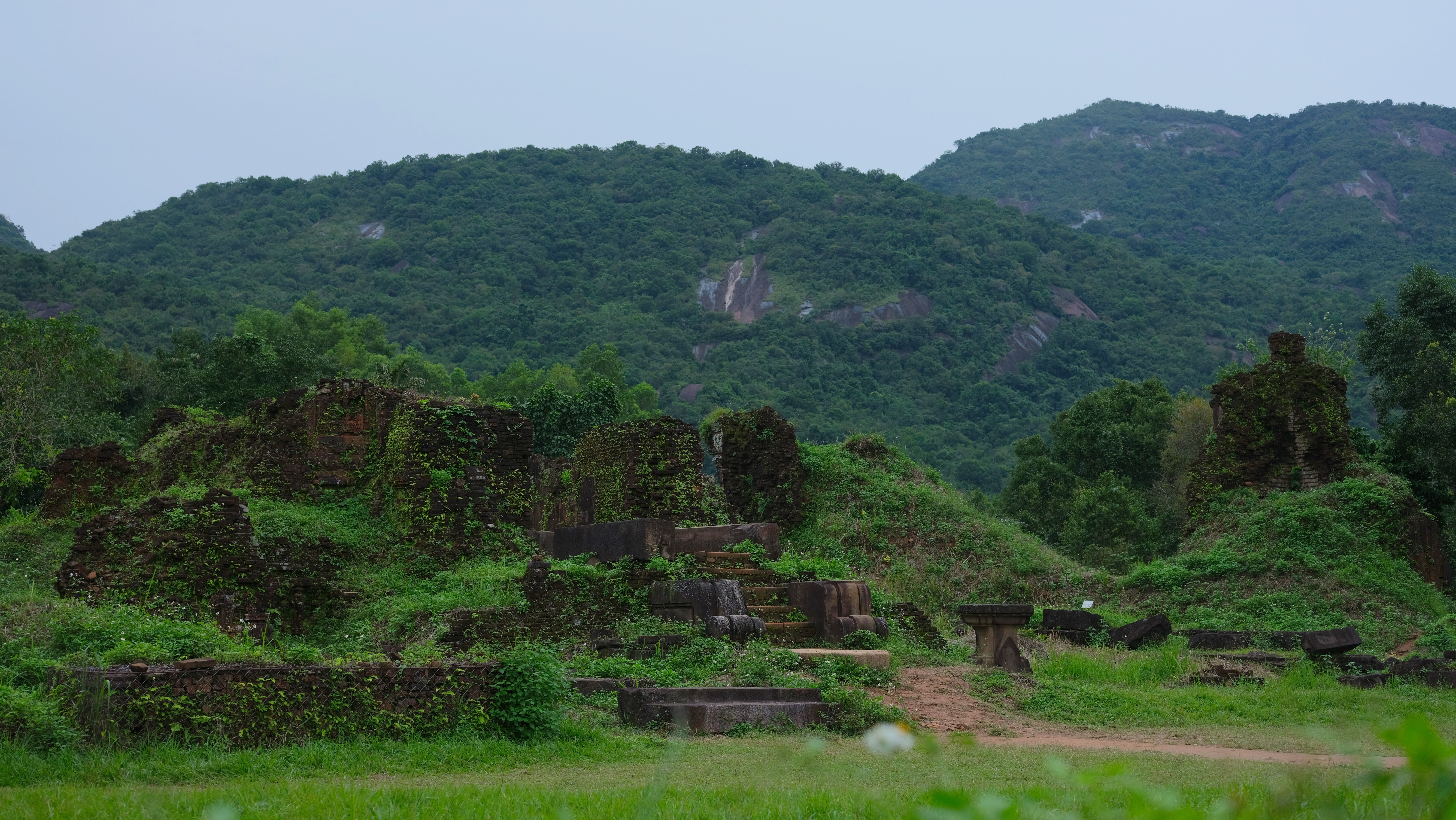
Руины группы A

Начиная с XVI века вьетнамские крестьяне начали селиться в районе Мишона; они не уничтожили его и не построили буддийские пагоды на его месте, как было сделано во многих местах Центрального Вьетнама, однако его кладку и скульптуры не раз забирали, чтобы использовать при строительстве.
Повторное «открытие» Мишона совершил в 1885 году француз-священник Жан Брюйер (фр. Jean Bruyère) вместе с французскими солдатами. Мишон стал первыми тямскими руинами, которые увидели европейцы. Через два года после открытия туда прибыл чиновник французской колониальной администрации Камиль Пари, он расчистил от растительности и описал некоторые руины, а также оповестил об их существовании Французский институт Дальнего Востока. В 1899 году Луи Фино и Этьен де Лажонкьер описали найденные там тексты.

### Экспедиция Пармантье

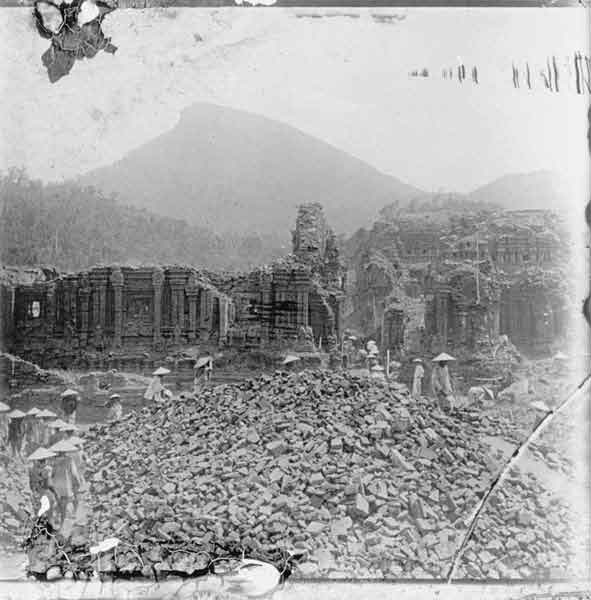
Один из снимков, сделанных Шарлем Карпо в Мишоне

Археолог Анри Пармантье повёл экспедицию к руинам Мишона и Донгзыонга в самом начале XX века. Для этой экспедиции колониальное правительство выделило сумму в 1500 пиастров. Перед тем, как отправиться к Донгзыонгу, Пармантье посетил и описал целый ряд тямских руин, руководствуясь книгой Французского института Дальнего Востока Inventaire sommaire des monuments Chams de l’Annam.
После Донгзыонга, над которым работали в 1902 году, Пармантье и Карпо начали работы в Мишоне. Помимо двоих французов в экспедиции участвовало множество нанятых в соседних деревнях вьетнамцев; им щедро платили за уборку мусора и расчистку руин от растительности. Мишон был на порядок более сложным объектом, чем Донгзыонг: группы строений там располагались на значительном отдалении друг от друга, джунгли были много гуще и обильно населены тиграми. Работы продолжались с 11 марта 1903 года до 3 февраля следующего года. Осень и зима, чрезвычайно влажные, стали самыми трудными в экспедиции; Шарль Карпо, вообще отличавшийся намного меньшим энтузиазмом, чем Пармантье, больше никогда не посещал тямских монументов, работая в Камбодже до своей смерти в 1904 году.
Пармантье изучал, зарисовывал и описывал встреченные монументы и скульптуры, а фотограф Шарль Карпо сделал их фотоснимки; все эти данные вошли в двухтомник Inventaire descriptif — es monuments cams de l’Annam (1908, 1918). Первым делом французская экспедиция занялась западной часть Мишона, позже поименованной Пармантье «группы B—C и D»; они сфотографировали башню C1, нашли несколько крупных статуй и вырыли 14 мелких храмов. С 21 марта археологи работали над раскопками рухнувших строений группы A’, в июне они принялись за восточную часть Мишона (группы A и A’). 17 июля Мишон на несколько дней посетил глава Школы Дальнего Востока Луи Фино. 21 августа Пармантье обнаружил закопанный у подножия башни C7 горшок с золотыми и серебряными предметами.
Стереофотографии из Мишона и Донгзыонга находились в забвении более ста лет, лишь в 2005 году прошла их выставка в Музее Гиме. Статьи и книги Пармантье же, напротив, многократно публиковались.
Работая над мишонскими строениями, Пармантье заметил, что кирпичи соединены необычайно крепко, так что даже если бросить их на землю, они не разбиваются вдоль линий соединения.

### С 1930-е до окончания Вьетнамской войны
С 1937 по 1944 год Институт Дальнего Востока восстанавливал и консервировал мишонские строения. В 1939 году для защиты руин от воды на ручье Кхетхе была возведена плотина (её смыло наводнение 1946 года).
Работы Пармантье заложили прочный фундамент в изучении Мишона, однако публикация Филиппа Стерна L’Art du Champa (ancien Annam) et son évolution 1942 года внесла коррективы в классификацию и датировку его строений.
Война за независимость и Война во Вьетнаме прервали изучение Мишона. Во время Вьетнамской войны партизаны устроили в Мишоне штаб и заминировали все подходы к нему, из-за чего в 1969 году почти все строения Мишона были уничтожены или повреждены американской ковровой бомбардировкой. Храм A1, признанный шедевр архитектуры Юго-Восточной Азии, был полностью разрушен. Бомбардировку прервали по горячей просьбе Филиппа Стерна, отправившего срочное прошение Ричарду Никсону.

### 1980-е
После окончания войны вьетнамское правительство очистило окрестности Мишона от бомб, это стоило жизней восьми сапёров. В следующий раз учёные смогли посетить Мишон лишь в 1980-х. Реставрационные работы проводились в 1980—1986 годах по инициативе профессора Тадеуша Полака под руководством вьетнамского архитектора Хоанг Дао Киня и польского архитектора Казимежа Квятковского. Польская сторона обратилась к вьетнамскому министерству культуры и указала на разрушения, вызванные боевыми действиями.
Польско-вьетнамская экспедиция изучила и описала все тямские руины в Центральном Вьетнаме, провела археологические исследования в Мишоне, Тьендане, Кхыонгми и Зыонглонге. В Мишоне, Хынгтхане, Зыонглонге и Поклонггарае были проведены экстренные ремонтные работы, стабилизировавшие состояние памятников. Затем в Польше были проведены лабораторные исследования строительных технологий.
Работы в Мишоне проходили в 1981—1986 годах. Руины очистили от мусора, назначили постоянных смотрителей и вновь расчистили это место от захватывавших его джунглей. Также вьетнамско-польская команда стабилизировала состояние зданий, которые находились под угрозой обрушения. Реставрацию зданий B2, B3, B5, C3, C5, C6, C7 проводили анастилозом, по возможности используя оригинальные кирпичи. Из-за отсутствия электричества и сложности пути к Мишону исследователи приняли решение использовать портландцемент и песок для соединения кирпичей, хотя сами оценивали его как нежелательное. При этом реставрационные работы проводились таким образом, чтобы воссозданные фрагменты было легко идентифицировать: кирпичи маркировали и укладывали нехарактерным способом. Здания, которые не подлежали восстановлению, очистили и задокументировали их положение и состояние.

### 1990-е

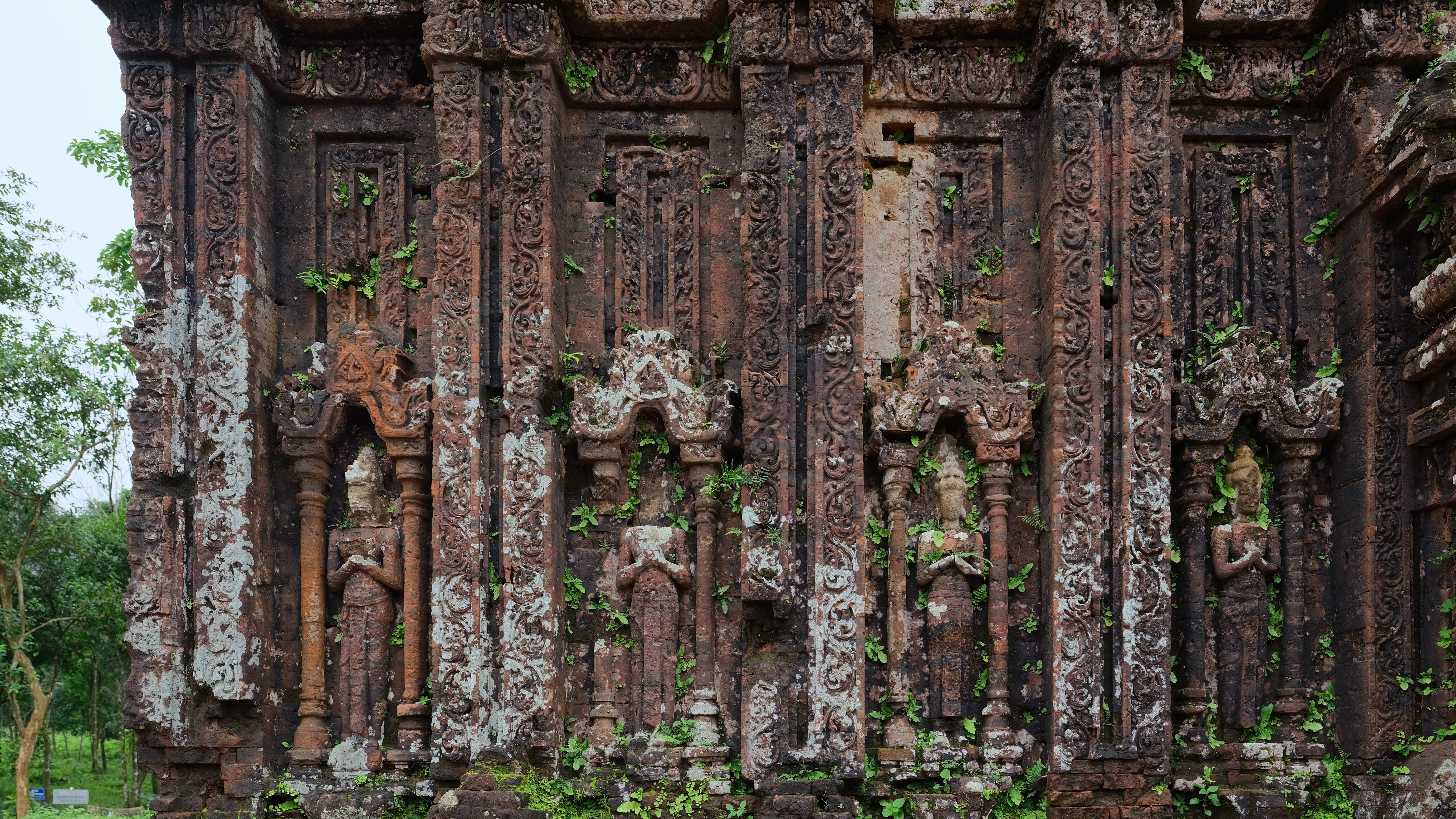
Резная поверхность кирпичной кладки

В 1994 году D1 и D4 стали использовать как выставочное пространство.
В 1997 было подписано трёхстороннее соглашение между вьетнамским правительством, ЮНЕСКО и Фондом Леричи, имевшее среди целей выяснить, подходит ли Мишон для включения в Список объектов всемирного наследия. Тогда же Мишон исследовала группа учёных, составленная из ведущих вьетнамских археологов и учёных Фонда Леричи; они изучили принципы строительства и технологии, использованные при возведении Мишона, а также факторы риска для сохранения монументов. Позже Италия и Вьетнам организовали обмен опытом, имея в виду консервацию и восстановление Мишона. Экспедиция выполнила гидрографические исследования, создала геоморфологическую карту Мишона, собрала лабораторные образцы. Среди прочего они определили состав цементирующей смеси, удерживающей кирпичи — она состояла из сока дерева Dipterocarpus alatus. Было установлено, что после укладывания кирпичей строение обрабатывали небольшим зубилом или железным гребнем (параллельно нанося на кладку орнаменты) и покрывали соком ещё раз.
В 1997 году к Мишону вела 1,5-километровая просёлочная дорога из деревни Зуйфу, вымощенная неровными камнями — путь по ней занимал полчаса. Перед входом располагался хрупкий бамбуковый мост; строения поглотила тропическая растительность и омывал разлившийся ручей.
Мишон был внесён в список объектов всемирного наследия в декабре 1999 года.

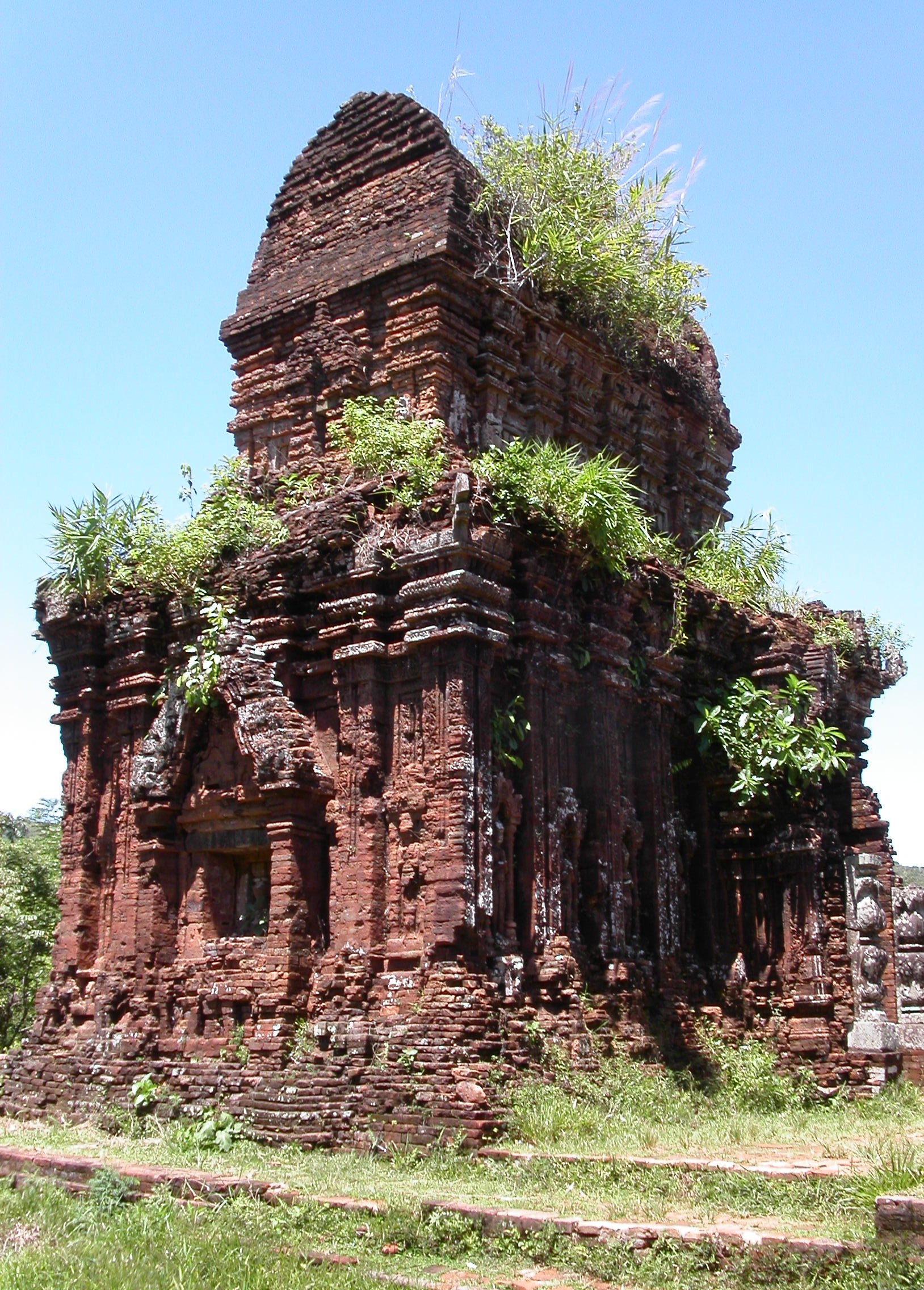
Нынешнее состояние руин
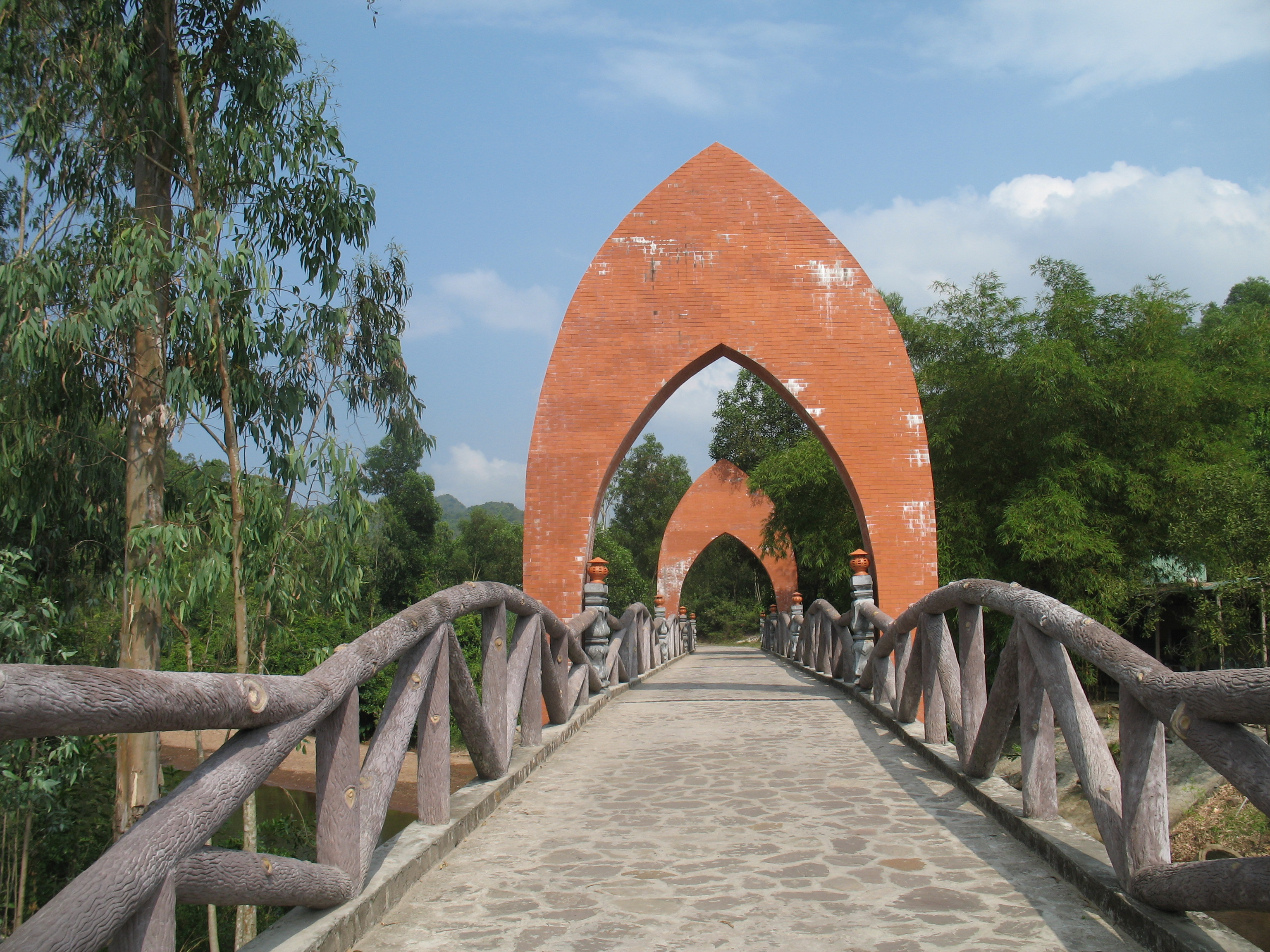
Современный мост, ведущий в Мишон
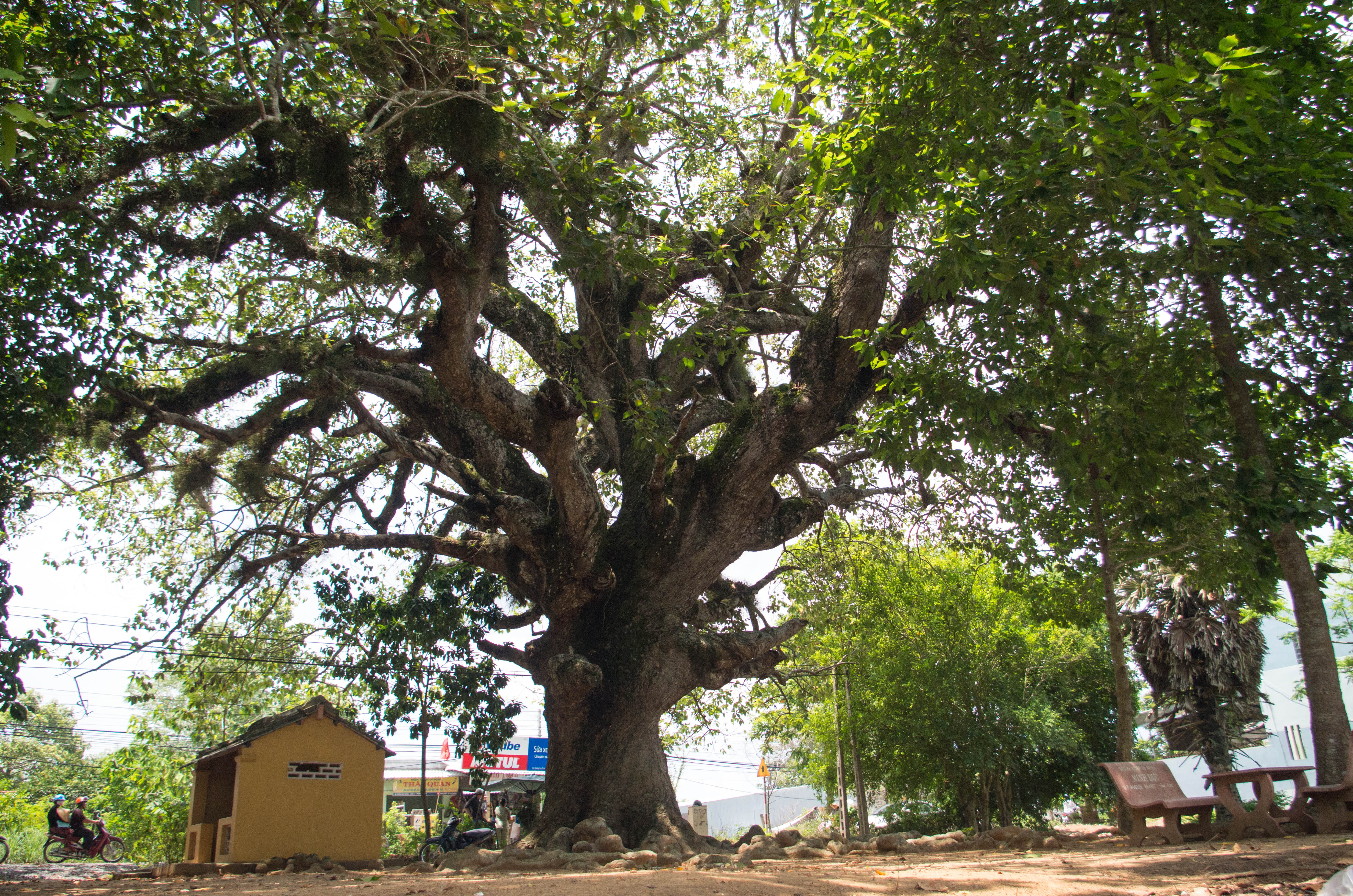
Dipterocarpus alatus

### XXI век
В 2003 году стартовал новый международный проект под эгидой ЮНЕСКО, названный Safeguarding Mỹ Sơn World Heritage Site: Demonstration and Training in the Application of International World Heritage Standards of Conservation. В его ходе было извлечено 1500 артефактов, откопано и стабилизировано состояние ранее скрытых под почвой построек, произведён ремонт и консервация всех пяти строений.
Проведены исследования кирпичей зданий A1, A13, B9, D4, G1, E4, E5, E7 и установлено, что они произведены не из местной глины. Глина Мишона содержит кварц, плагиоклазы, ортоклаз, каолинит и иллит, тогда как в кирпичах ни ортоклаза ни плагиоклазов не выявлено. Исследовательская команда установила, что кирпичи часто окрашены неравномерно и в сердцевине зачастую имеют тёмные пятна, вызванные наличием оксидов металлов в глине, температурой или атмосферой обжига. Также исследованы тектонические и геоморфологические характеристики Мишона, вероятность серьёзного ущерба от землетрясений оценена как маловероятная, а также выяснены источники и направление появляющихся трещин. Храмы E7, B3, G1 были определены приоритетными для консервации. В рамках проекта были восстановлены водосточные желоба, отводившие от зданий дождевую воду.
Лабораторные тесты, проведённые с кирпичами и соком Dipterocarpus alatus подтвердили выдвинутые ранее гипотезы о том, что тонкие зазоры укрепляют кладку сильнее, чем толстые, обильно смазанные соком. Это позволило начать консервационные работы с использованием старых кирпичей, перемазывая их цементирующим соком. Также были выявлены проблемы, вызванные реставрационными работами с портландцементом: из-за наличия в нём солей влажность в восстановленных зданиях сильно увеличилась, что привело к росту плесени, мха и лишайников.
Особое внимание при консервации уделяли вросшим в руины деревьям: если кладка, которую они разрушали, была непрочна, её разбирали, а после удаления корней укладывали заново; в случае, если кирпичи всё ещё хорошо держались, корни деревьев обрезали до кладки, а затем помещали на корни яд.
Даже после получения статуса всемирного наследия Мишон остаётся относительно малопопулярным у туристов, туда приезжает не более пятой части всех туристов, посещающих провинцию Куангнам.

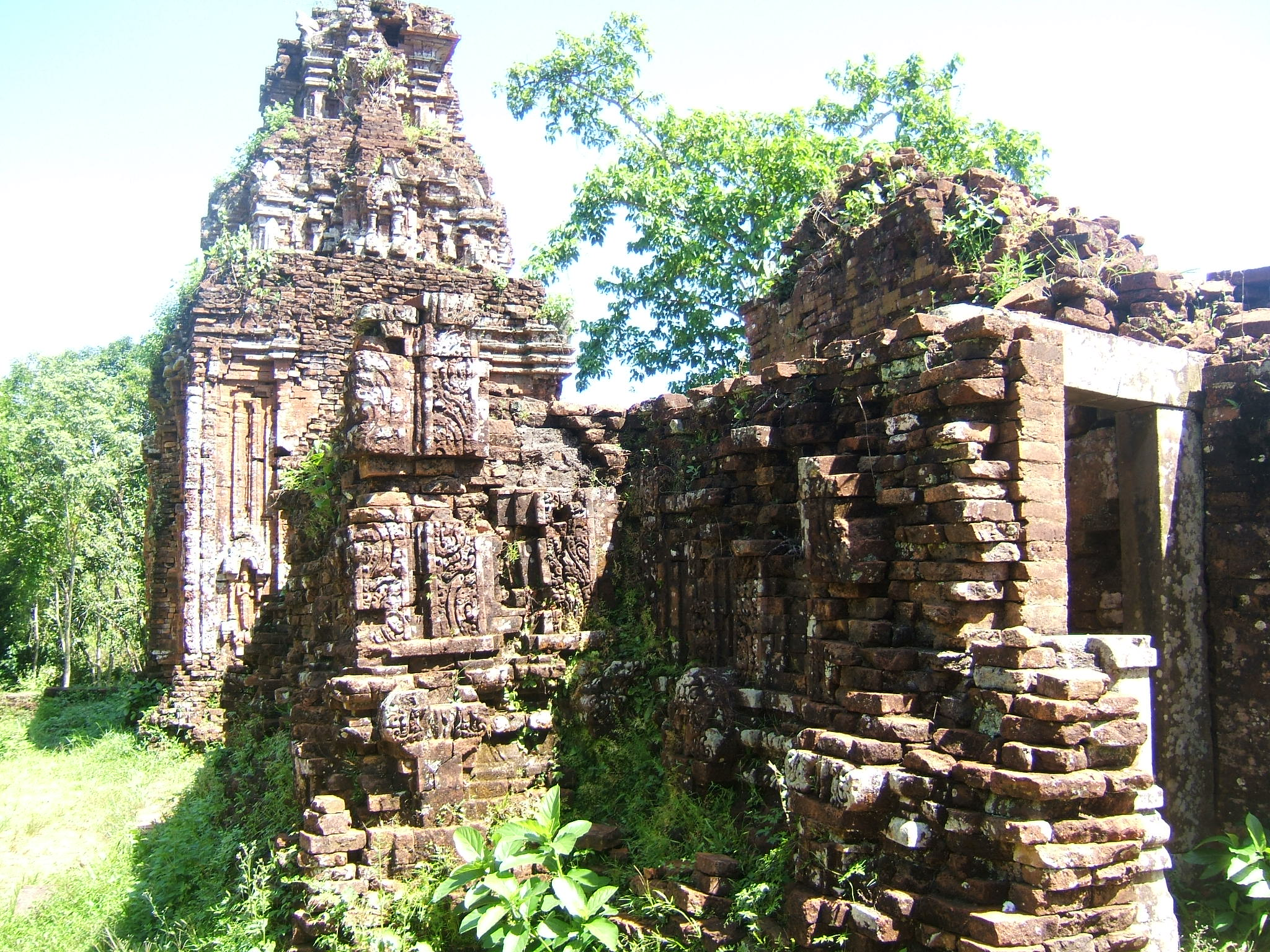
Руины калана
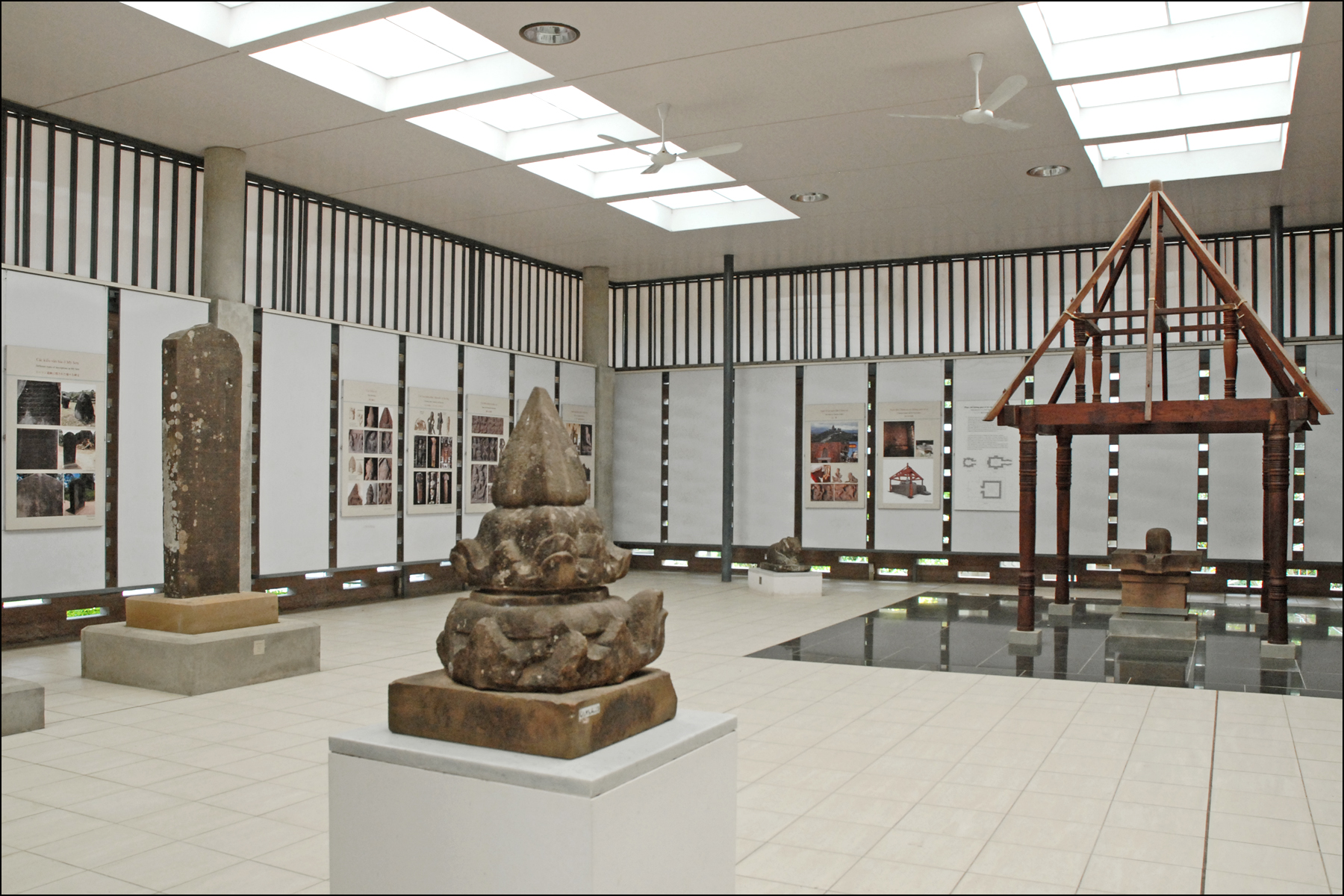
Центр изучения Мишона
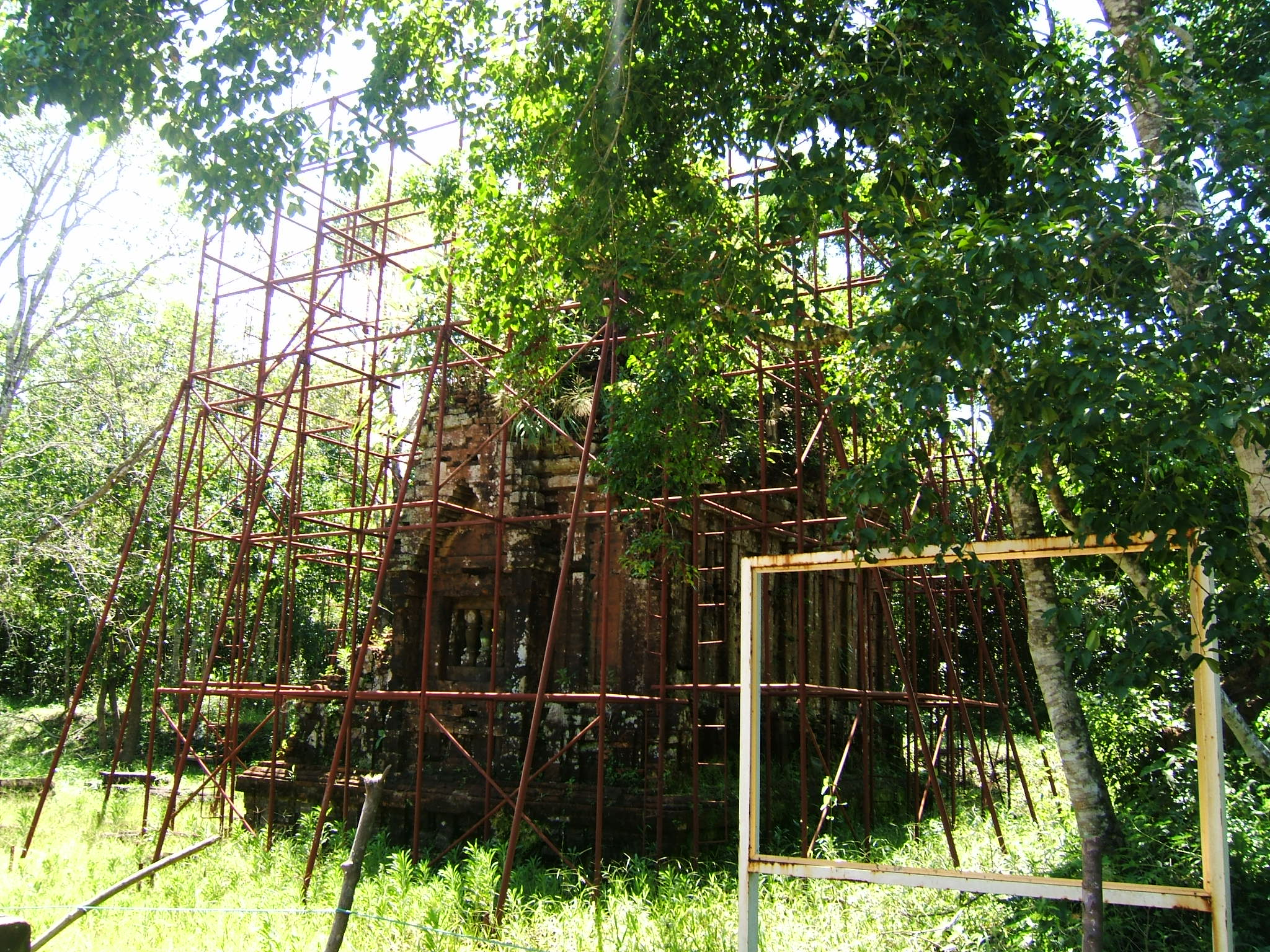
Реконструкция 2007 года

## Комментарии
1. ↑  Сегодня — деревня Донгзыонг и город Чакьеу (Trà Kiệu)